# Ај (Рона)
Ај (фр. Haies) насеље је и општина у источној Француској у региону Рона-Алпи, у департману Рона која припада префектури Лион.
По подацима из 2011. године у општини је живело 772 становника, а густина насељености је износила 48,34 становника/km². Општина се простире на површини од 15,97 km². Налази се на средњој надморској висини од 380 метара (максималној 564 m, а минималној 307 m).

## Демографија
| 1962. | 1968. | 1975. | 1982. | 1990. | 1999. | 2011. |
| ----- | ----- | ----- | ----- | ----- | ----- | ----- |
| 370   | 373   | 376   | 501   | 594   | 608   | 772   |

График промене броја становника у току последњих година